# Brújula

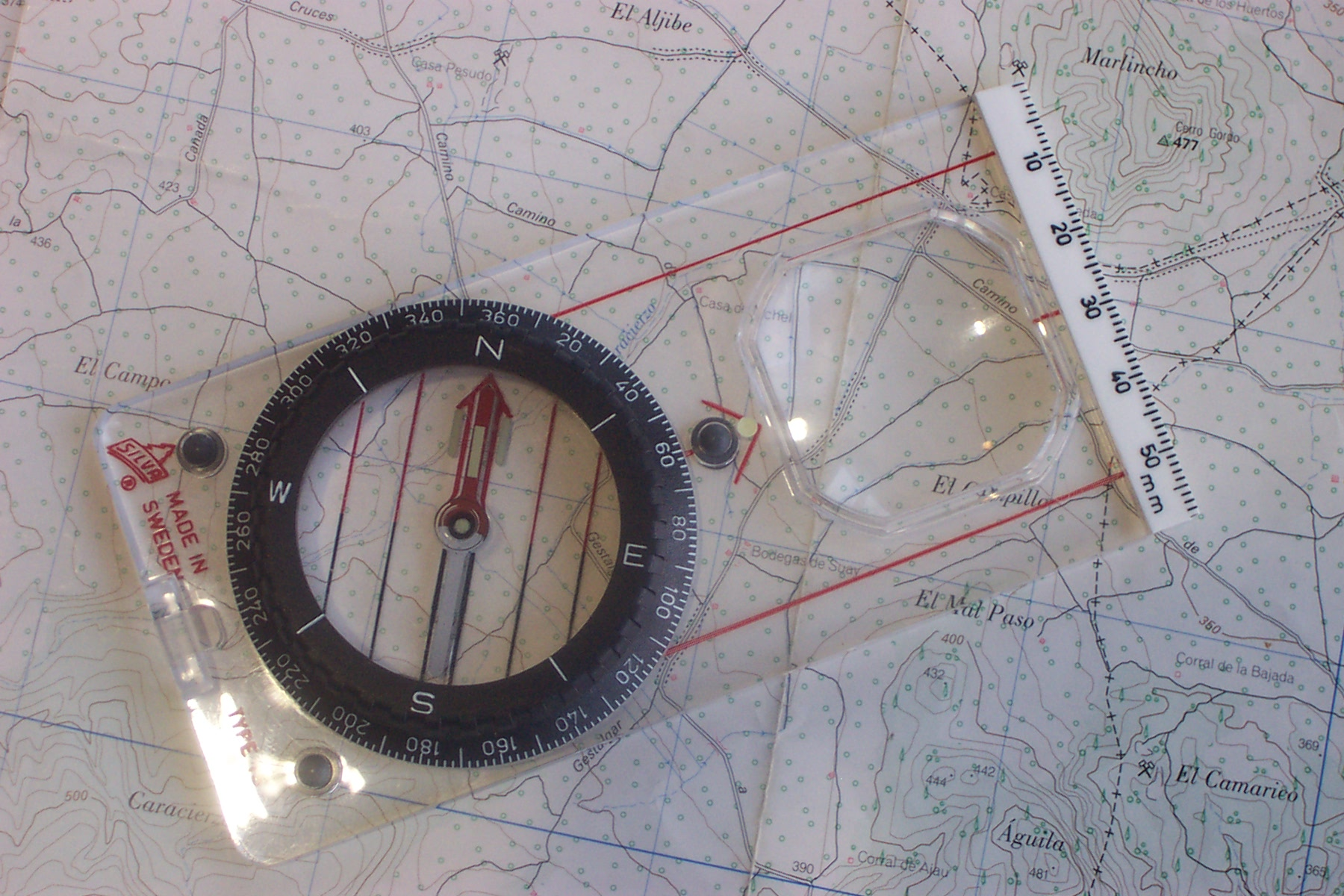
Brújula magnética moderna

La brújula es un instrumento de orientación que utiliza una aguja imantada para señalar el norte magnético terrestre. Su funcionamiento se basa en el magnetismo terrestre, por lo que señala el sur que corresponde con el norte geográfico y es improductivo en las zonas polares norte y sur debido a la convergencia de las líneas de fuerza del campo magnético terrestre.
Desde mediados del siglo XX, la brújula magnética empezó a ser reemplazada por sistemas de navegación más avanzados y completos, como la brújula giroscópica —que se calibra con haces de láser— y los sistemas de posicionamiento global. Sin embargo, aún es muy popular en actividades que requieren alta movilidad o que impiden, debido a su naturaleza, el acceso a energía eléctrica, de la cual dependen los demás sistemas.

## Historia de la brújula
Fue creada aproximadamente en el siglo XI, con el fin de determinar las direcciones en mar abierto. Inicialmente consistía en una aguja imantada flotando en una vasija llena de agua, más adelante fue mejorada para reducir su tamaño y facilitar el uso, cambiándose la vasija de agua por un eje rotatorio y añadiéndose una «rosa de los vientos» que sirve de guía para calcular direcciones. Actualmente las brújulas han recibido pequeñas mejoras que, si bien no cambian su sistema de funcionamiento, hacen más sencillas las mediciones a realizar. Entre estas mejoras se encuentran sistemas de iluminación para toma de datos en entornos oscuros, y sistemas ópticos para mediciones en las que las referencias son objetos situados en la lejanía.

### Historia previa
Antes de la creación de la brújula, la dirección en mar abierto se determinaba con la posición de los cuerpos celestes. Algunas veces la navegación se apoyaba con el uso de sondas. Las dificultades principales que se presentaban con el uso de estos métodos eran las aguas demasiado profundas para el uso de sondas, y que muchas veces el cielo estaba demasiado nublado, o el clima era muy neblinoso. La brújula se usaba principalmente para paliar estos problemas, por lo que culturas que no los padecían adoptaron poco el uso de dicho instrumento. Tal es el caso de los árabes, que generalmente contaban con cielos despejados al navegar el golfo Pérsico y el océano Índico. Por su parte, los marineros del relativamente poco profundo mar Báltico hicieron uso extensivo de las sondas. El astrolabio, antigua invención griega, también ayudaba en la navegación.

### Mesoamérica
El descubrimiento de un artefacto olmeca de magnetita que funcionaba de forma similar a una brújula ha generado teorías de que «los olmecas podrían haber descubierto y usado una brújula de magnetita desde antes del año 1000 A.C.».

### China

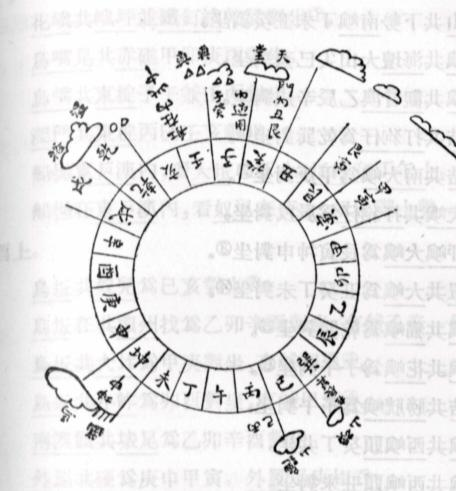
Diagrama de una brújula de la dinastía Ming

Joseph Needham atribuye la invención de la brújula a China en Science and Civilization in China (Ciencia y Civilización en China), pero debido a que existen desacuerdos en la fecha de aparición del artefacto, es apropiado listar literatura antigua que hace referencia a una posible invención, en orden cronológico:
- La más antigua referencia al magnetismo en la literatura china se encuentra en un libro del siglo IV llamado 鬼谷子: Libro del jefe del valle de los demonios (hasta ahora más conocido por su transcripción al inglés como: Book of the Devil Valley Master): «La magnetita hace que el hierro venga, o lo atrae.»[3]

- La primera mención de la atracción magnética de una aguja se encuentra en un libro chino escrito entre los años 20 y 100 (Louen-heng): «Una magnetita atrae una aguja.»[4] En 1948, Wang Tchen-touo intentó construir una brújula en forma de cuchara que apuntaba hacia el sur, basándose en el texto. Sin embargo, apuntó que «no hay ninguna mención explícita de un magneto en el Louen-heng» y que «se deben asumir algunas hipótesis para poder llegar a alguna conclusión».[5]

- La primera referencia a un dispositivo magnético usado como señalador de direcciones está en un libro de la Dinastía Song con fechas de 1040-44. Allí se encuentra una descripción de un «pez que señala al sur» en un tazón de agua, que se alineaba a sí mismo hacia el sur. En el escrito, el objeto se recomienda como método de orientación en «la oscuridad de la noche». No hay, sin embargo, ninguna mención a su uso en navegación, ni de cómo el pez fue magnetizado.[6]

- La primera referencia indiscutible a una aguja magnetizada en escritos chinos aparece en 1086.[7] El «Ensayo del tesoro de los sueños» escrito por Shen Kuo, de la dinastía Song, contenía una descripción detallada de cómo los geomantes magnetizaron una aguja frotando su punta con magnetita, y colgando la aguja magnética con una fibra de seda con un poco de cera pegada en el centro de la aguja. Shen Kuo señaló que una aguja preparada de este modo algunas veces apuntaba hacia el norte y otras hacia el sur.

- El primer escrito que hace alusión al uso de una aguja magnetizada en navegación es el libro «Charlas de la mesa de Pingzhou» (por ahora más conocido fuera de China por su transliteración al inglés como Pingzhou Table Talks, de Zhu Yu, con fecha del año 1117: «El navegante conoce la geografía, él observa las estrellas en la noche, observa el sol en el día; cuando está oscuro y nublado, él observa la brújula». Esto, por supuesto, habría recibido una valiosa ayuda del descubrimiento de Shen Kuo del concepto del norte verdadero: la declinación magnética hacia el polo norte magnético.

Muchas de las antiguas brújulas chinas eran utilizadas en el marco conjunto de la magia y de la ciencia y la protociencia, por ejemplo la brújula magnética es un instrumento fundamental en la geomancia y el feng shui; las brújulas chinas tradicionales para el feng shui en lugar de los puntos cardinales (N-E-S-W/Ó) suelen tener por marco los hexagramas binarios del I Ching, es decir tales brújulas chinas están en el centro del diagrama llamado Pa Kua y el punto cardinal que suelen utilizar de referencia es el Sur ya que para la tradición China el Norte era nefasto (por el frío se asociaba a la muerte) y por oposición el Sur era (como el Este) fasto o bienaventurado (de allí consideraban que venía el calor y con ello la vida).

#### Desarrollos y usos posteriores en China
- El primer uso de una brújula de navegación de 48 posiciones en el mar está mencionado en un libro titulado «Las aduanas de Camboya», escrito por Zhou Daguan, diplomático de la dinastía Yuan. Allí se describe su viaje en 1296 desde Wenzhou hasta Angkor Thom, donde un marinero tomó una dirección de la aguja de «ding wei», equivalente a 22.5° SO. Luego de arribar en Baria, el marinero tomó un dato de la «Aguja (brújula) de Kun Shen», o 52.5° SO.[8]

- El mapa de navegación de Zheng He, también conocido como el «Mapa Mao Kun», contiene una gran cantidad de detalladas tomas de aguja de viajes de Zheng He.[9]

- Un manual de instrucciones titulado Shun Feng Xiang Song (‘Vientos propicios —o justos— para compañía’) en la Biblioteca Bodleiana de contiene gran detalle acerca del uso de la brújula de navegación.

#### Difusión

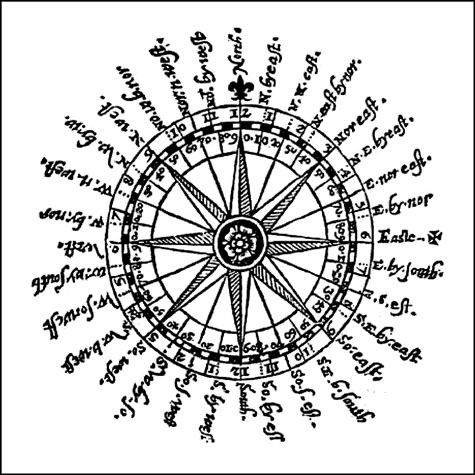
Rosa de los vientos de una brújula de navegación.

Existe un gran debate acerca de qué ocurrió con la brújula luego de su aparición en China. Diferentes teorías incluyen:
- Viaje de la brújula desde China hasta el Medio Oriente a través de la Ruta de la Seda, y luego a Europa.
- Transferencia directa de la brújula de China a Europa, y luego de Europa al Medio Oriente.
- Creación independiente de la brújula en Europa, y luego pasó de esta al Medio Oriente.

Las dos últimas teorías se basan en evidencias de aparición de la brújula en trabajos europeos antes que en arábigos. La primera mención europea de una aguja magnetizada y su uso entre marineros ocurre en De naturis rerum (Las cosas naturales), de Alexander Neckam, probablemente escrito en París en 1190. Otra evidencia para esto incluye la palabra árabe para «brújula» (al-konbas), similar al kompass o compass de las lenguas germánicas, posiblemente derivada de la palabra italiana compasso, por la forma circular de la caja de la brújula.
En el mundo árabe, la más temprana referencia al dispositivo se encuentra en El libro tesaurus de los mercaderes (conocido por su transcripción al inglés como The Book of the Merchant's Treasure), escrito en árabe por Baylak al-Kibjki en El Cairo en 1282. Dado que el autor describe haber presenciado el uso de una brújula en un viaje en barco 40 años antes, algunos eruditos se inclinan a anteceder la posible fecha de aparición del objeto consecuentemente. También hay una mención musulmana a una brújula con forma de pez de hierro en un libro persa de 1232.
En Europa, la brújula es oficialmente conocida desde el Renacimiento, inicialmente se creyó que obraba por brujería de allí su nombre más común que es un diminutivo de bruja; desde fines de la Edad Media y hasta aproximadamente mediados del siglo XIX se creyó que la aguja imantada apuntaba hacia el Polo Norte y se creía que esto ocurría porque —se suponía— existía en el Polo Norte una gigantesca montaña de hierro o de magnetita en medio de una isla (imaginaria) a la que se llamó Rupes Nigra.

#### Posible invención independiente en Europa
Existen varios argumentos a favor o en contra de la teoría de que la brújula europea fue un invento independiente.
Argumentos a favor:
- La brújula de navegación europea apunta al norte, contrario a la brújula china que siempre apunta al sur.

- La brújula europea siempre ha tenido 18 divisiones básicas, no 24 como la china.[14]

- La aparente imposibilidad de los árabes de servir como intermediarios entre oriente y occidente debido a la aparición más temprana de la brújula en Europa[10] que en el mundo musulmán.[12][13]

- El hecho de que la brújula europea evolucionó rápidamente de la aguja magnetizada (1190)[10] a la brújula seca (alrededor de 1300)[15] podría indicar que el anterior invento del artefacto de aguja y tazón fue hecho independientemente.

Argumentos en contra:
- La prioridad temporal de la brújula de navegación china (1117) comparada con la europea (1190).[10]
- La forma común de las primeras brújulas europeas con una aguja flotando en un tazón de agua.[16]

#### Utilización en minería
La brújula se utilizó por primera vez como herramienta de orientación bajo tierra en la ciudad minera de Massa, Italia, donde agujas magnetizadas flotantes se usaron como guías para determinar la dirección de los túneles a partir del siglo XIII. En la segunda mitad del siglo XV, la brújula pertenecía al equipo básico que utilizaban los mineros de Tirol para sus trabajos y tener una ubicación de la ruta planeada, y poco tiempo después fue publicado un tratado que contenía los usos de la brújula en trabajos subterráneos, escrito por el minero alemán Rülein von Calw (1463-1525).

### En la antigua Persia
En los poemas del Shahnameh de Ferdowsi (la epopeya nacional de los iraníes, escrita entre aproximadamente 977 y 1010 d. C.), durante una historia mítica que se refiere a un tiempo anterior al 500 a. C., se menciona un tipo de brújula (usando una aguja flotante en el agua) para la navegación:
"¿Dónde está el paso a través de este mar? 
Debemos ser mostrados el camino correcto. 
Él le dijo: 'Con hierro del agua, 
Ni pájaro ni flecha pueden pasar.'"

### La brújula seca

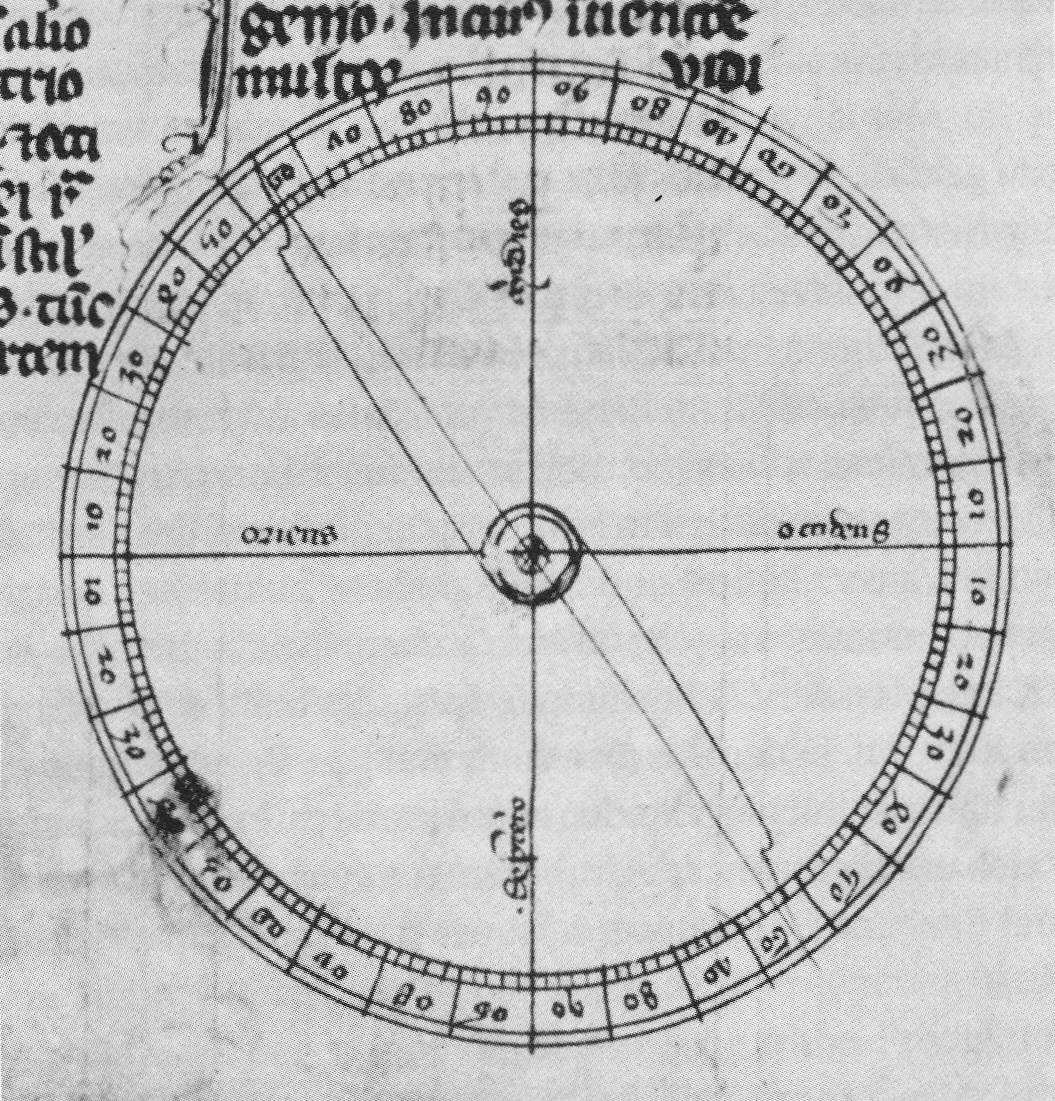
Aguja rotatoria de una brújula en una copia de la 'Epístola de magnete' de Peter Peregrinus (1269)

La brújula seca fue inventada en Europa alrededor del año 1300. Este artilugio consta de tres elementos: una aguja magnetizada, una caja con cubierta de vidrio y una carta náutica con la rosa de los vientos dibujada en una de sus caras. La carta se adhería en la aguja, que a su vez se encontraba sobre un eje de forma que podía rotar libremente. Como la brújula se ponía en línea con la quilla del barco y la carta giraba siempre que el barco cambiaba de dirección, el aparato indicaba en todo momento el rumbo que llevaba el barco. A pesar de que el sistema de agujas en cajas ya había sido descrito por el erudito francés Peter Peregrinus en 1269, fue el italiano Flavio Gioja, piloto marino originario de Amalfi, quien perfeccionó la brújula de navegación suspendiendo la aguja sobre la carta náutica, dándole al aparato su apariencia familiar. Ese modelo de brújula, con la aguja atada a una tarjeta rotatoria, también se describe en un comentario de la Divina Comedia de Dante (1380), y en otra fuente se habla de una brújula portátil en una caja (1318), soportando la noción de que la brújula seca era conocida en Europa por esa época.

## Brújulas modernas

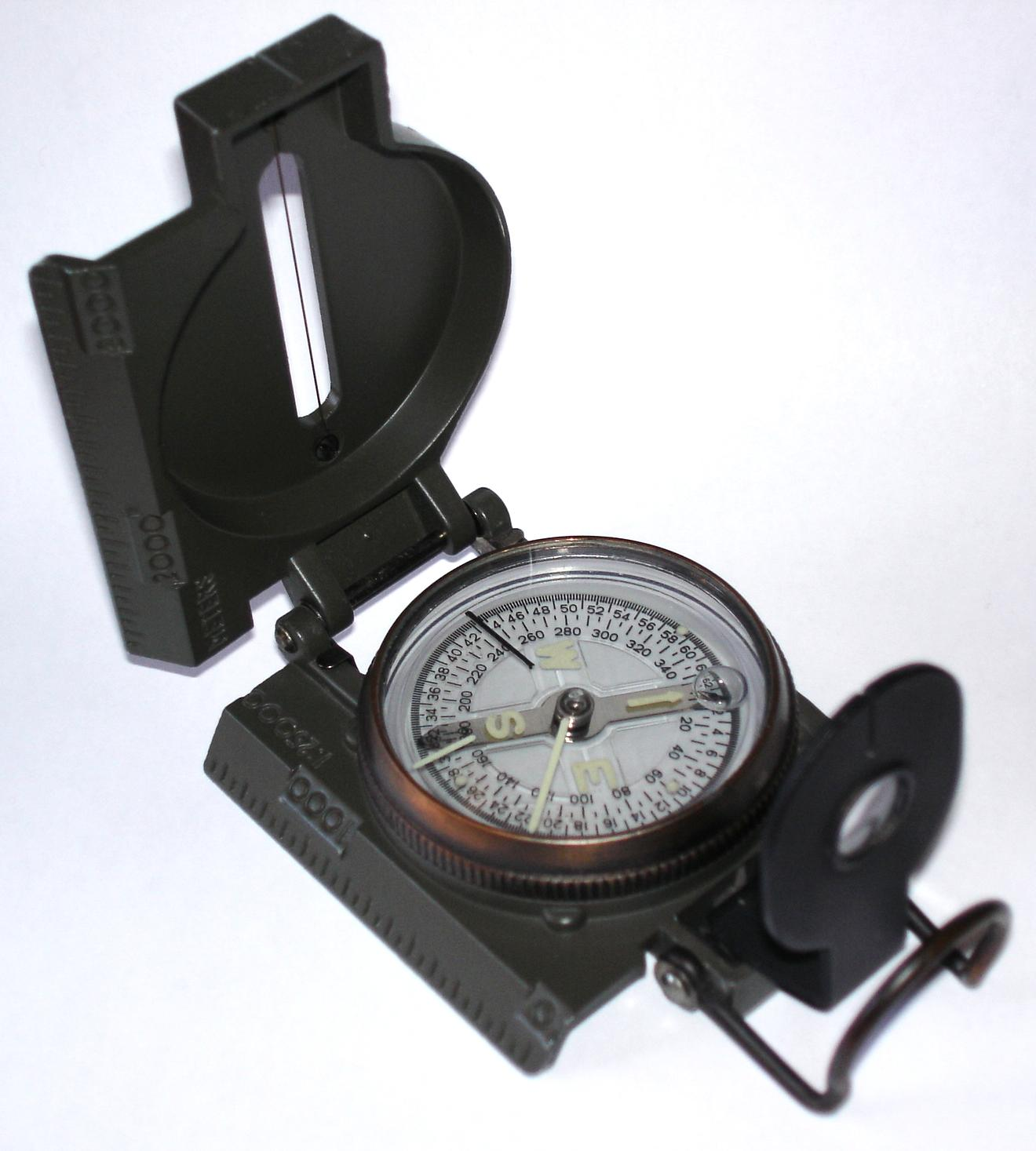
Brújula moderna con líquido

Las brújulas de navegación actuales utilizan una aguja o disco magnetizados dentro de una cápsula llena con algún líquido, generalmente aceite, queroseno o alcohol; dicho fluido hace que la aguja se detenga rápidamente en vez de oscilar repetidamente alrededor del norte magnético. Fue en 1936 cuando William Thomson inventó la primera brújula portátil llena de líquido, diseñada para uso individual. Además, algunas brújulas incluyen un transportador incorporado que permiten tomar medidas exactas de rumbos directamente de un mapa. Algunas otras características usuales en brújulas modernas son escalas para tomar medidas de distancias en mapas, marcas luminosas para usar la brújula en condiciones de poca luz y mecanismos ópticos de acercamiento y observación (espejos, prismas, etc.) para tomar medidas de objetos lejanos con gran precisión.
Algunas brújulas especiales usadas en la actualidad incluyen la brújula de Quibla, usada por los musulmanes para obtener la dirección de La Meca al orar sus plegarias, y la brújula de Jerusalén, usada por los judíos para hallar la dirección a Jerusalén para realizar sus oraciones.

## Calibración de una brújula
Debido a que la inclinación e intensidad del campo magnético terrestre varía a diferentes latitudes, las brújulas generalmente son calibradas durante su fabricación. Este ajuste previene medidas erróneas de la brújula debido a las mencionadas variaciones de campo magnético. La mayoría de fabricantes calibran sus brújulas para una de cinco zonas terrestres, que van desde la zona 1, que cubre la mayor parte del hemisferio norte, a la zona 5, que cubre Australia y los océanos del sur. Suunto, fabricante de equipos para exploración, introdujo al mercado las primeras brújulas de dos zonas, que pueden usarse en un hemisferio completo, e incluso usarse en el otro sin tener fallos importantes de precisión.
Países representativos de cada zona
- Zona 1: Hemisferio Norte (Estados Unidos, Norte de Europa y Asia)
- Zona 2: México, América central, Panamá, Colombia, Venezuela, Norte de África
- Zona 3: Chile, Bolivia, Brasil, África central
- Zona 4: Paraguay, Uruguay, Sur de Argentina, Nueva Guinea, Sur de África
- Zona 5: Australia y océanos del sur

## Sistemas de orientación y ubicación actuales
Hoy en día la tecnología y computación, además del avance satelital, han dejado muy de lado la brújula reemplazándola por el GPS (sistema de posicionamiento global, por sus siglas en inglés).
Este sistema da las coordenadas exactas la cual se calcula mediante una triangulación que realizan satélites de este sistema. Los equipos de posicionamiento tienen el tamaño de un teléfono móvil, o el de una calculadora científica. Estos proveen al instante, en cualquier rincón del globo, información de coordenadas, mientras que otros modelos adicionan mapas de la zona que incluyen rutas, gasolineras, puestos sanitarios, y hasta el relieve u hostelería.
En estas épocas toda nave, embarcación o aérea, equipo civil o militar puede estar al alcance de estos equipos.
Sin embargo, barcos y aviones siguen llevando brújulas mejoradas que pueden servir como guía ante desperfectos en sistemas más precisos. Las personas dedicadas a actividades como el senderismo o la exploración, también continúan utilizando la brújula, ya que no tiene partes frágiles y las posibilidades de desperfectos son menores. Además, no requieren pilas (lo cual es relevante desde un punto de vista ecológico y práctico) o acceso a una toma de electricidad.

## Pasar de la brújula a la carta
Cuando se mide en el terreno con la brújula se obtiene el rumbo, en referencia al norte magnético. En cambio, en la carta se utiliza el acimut, en referencia con el norte geográfico o verdadero. Para convertir un rumbo a un acimut es necesario primero conocer la declinación magnética. De esta forma, si la declinación magnética es al Este, entonces el acimut va a ser el rumbo más la declinación magnética (Az = Rm+Dm); en cambio, si la declinación magnética es al Oeste entonces el acimut es igual al rumbo menos la declinación magnética (Az = Rm-Dm). Para facilitar las ecuaciones y que se utilice una sola, se usa la ecuación donde el acimut es el rumbo más la declinación magnética teniendo en cuenta la convención de signos donde Este es positivo y Oeste es negativo. Ejemplo: para encontrar el acimut en un punto donde el rumbo es de 60° y la declinación magnética es de 5° Oeste (-5°), se utiliza la fórmula: Az = Rm+Dm = 60° + (-5°) = 55°.